# Campus Örnsköldsvik

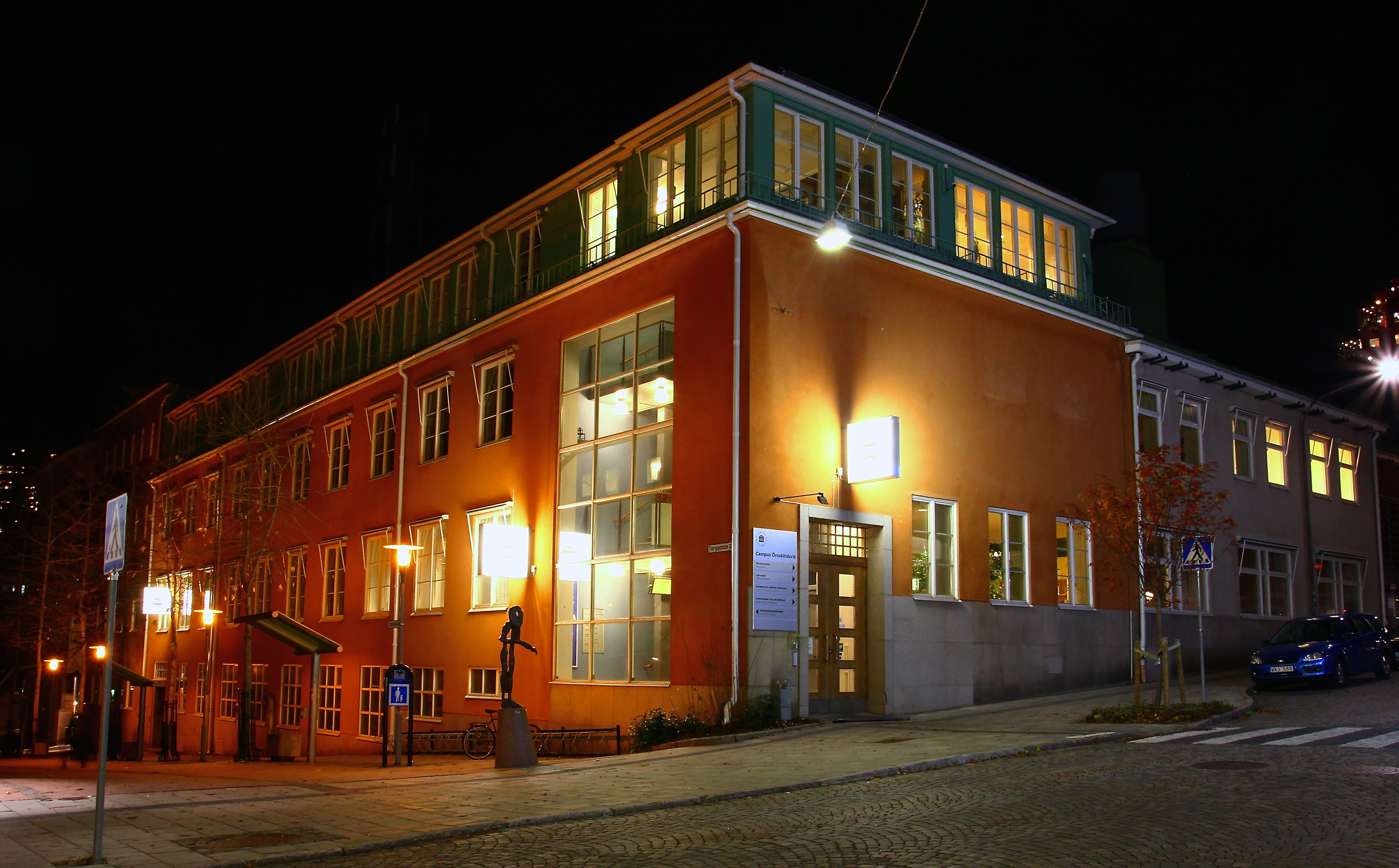
Campus Örnsköldsvik, 2014.

Campus Örnsköldsvik är ett campus i Örnsköldsvik för i första hand Umeå universitet, men även för olika yrkeshögskoleutbildningar samt viss verksamhet vid Mittuniversitetet. Campus Örnsköldsvik utgör därvid ett centrum för ett antal utbildningar på universitets- och yrkeshögskolenivå.
Här finns också en filial till Umeå universitetsbibliotek, med service för studenter, lärare, forskare och allmänheten. Kårsektionen Stung vid Umeå studentkår organiserar studenter vid Campus Örnsköldsvik.
Vårdhögskolan i Östersund inkorporerades år 1995 i dåvarande Mitthögskolan. Den 1 juli 2007 togs sjuksköterskeutbildningen i Örnsköldsvik över av Umeå universitet, och campus Örnsköldsvik förlorade då status som Mittuniversitetscampus. Forskning och undervisning inom digital tryckteknik (Digital printing center DPC) bedrivs emellertid alltjämt av Mittuniversitetet på orten, till följd av initiativ av regionens pappersindustri.